# 대한민국 건설교통부
건설교통부(建設交通部, Ministry Of Construction & Transportation)는 국토 건설 종합 계획의 수립 및 이에 따르는 각급 국토 건설 계획의 조정, 국토 및 수자원의 보전·이용·개발 및 개조, 도시·도로·주택의 건설과 해안·하천 및 간척과 육운·항공 및 해사에 관한 사무를 관장하는 대한민국의 옛 중앙행정기관이다. 1994년 12월 23일 교통부와 건설부를 통합하여 발족하였으며 2008년 2월 28일 국토해양부로 개편되면서 폐지되었다.

## 설치 근거 및 소관 업무
- 정부조직법 [법률 제4831호, 1994.12.23 일부개정] 제29조 및 제40조[1]
- 건설교통부와그소속기관직제 [대통령령 제14447호, 1994.12.23 제정] 제3조[2]

## 연혁
- 1994년 12월 23일 - 건설부와 교통부를 통합하여 건설교통부를 신설.
- 1996년 8월 7일 - 해운항만청을 폐지.
- 2005년 1월 1일 - 철도청을 폐지하고 한국철도공사를 신설.
- 2006년 1월 1일 - 외청으로 행정중심복합도시건설청을 설치.

### 역대 로고

2005년 이전까지 사용된 건설교통부 로고
2005년부터 2008년까지 사용된 건설교통부 로고

## 조직
| - 감사관 ( 1994.12 ~ 2008.03 ) - 건설경제국 ( 1999.05 ~ 2003.07 ) - 건설경제심의관 ( 2003.07 ~ 2005.09 ) - 건설공무원교육원 ( 1994.12 ~ 1996.06 ) - 건설교통공무원교육원 ( 1996.06 ~ 1998.12 ) - 건설교통인재개발원 ( 2005.01 ~ 2008.02 ) - 건설기술.건축문화선진화기획단 ( 2005.08 ~ 2008.02 ) - 건설선진화본부 ( 2005.09 ~ 2008.02 ) - 건설지원실 ( 1994.12 ~ 1999.05 ) - 고객만족센터 ( 2005.09 ~ 2008.03 ) - 고속철도건설기획단 ( 1996.11 ~ 2000.06 ) - 공공기관지방이전지원단 ( 2004.02 ~ 2005.09 ) - 공공기관지방이전추진단 ( 2005.08 ~ 2008.02 ) - 공보관 ( 1994.12 ~ 2005.04 ) - 교통안전국 ( 1994.12 ~ 1998.02 ) | - 국립건설시험소 ( 1994.12 ~ 1998.12 ) - 국립지리원 ( 1994.12 ~ 2003.07 ) - 국민임대주택건설기획단 ( 2004.07 ~ 2008.02 ) - 국토계획국 ( 1994.12 ~ 2005.09 ) - 국토균형발전본부 ( 2005.09 ~ 2008.02 ) - 국토정책국 ( 1999.05 ~ 2005.09 ) - 국토지리정보원 ( 2003.07 ~ 2008.02 ) - 금강홍수통제소 ( 1994.12 ~ 2008.02 ) - 기반시설본부 ( 2005.09 ~ 2008.02 ) - 기술안전국 ( 1999.05 ~ 2005.09 ) - 기획관리실 ( 1994.12 ~ 2005.04 ) - 낙동강홍수통제소 ( 1994.12 ~ 2008.02 ) - 대구국도유지건설사무소 ( 2001.01 ~ 2006.01 ) - 대도시권광역교통기획단 ( 1997.07 ~ 2001.04 ) - 대도시권광역교통정책실 ( 2001.04 ~ 2005.09 ) - 대전지방국토관리청 ( 1994.12 ~ 2008.02 ) - 도로국 ( 1999.05 ~ 2005.09 ) | - 도시국 ( 2003.07 ~ 2005.09 ) - 동해지방해난심판원 ( 1994.12 ~ 1996.08 ) - 목포지방해난심판원 ( 1994.12 ~ 1996.08 ) - 물류혁신본부 ( 2005.09 ~ 2008.02 ) - 복합도시기획단 ( 2005.04 ~ 2005.09 ) - 부산지방국토관리청 ( 1994.12 ~ 2008.02 ) - 부산지방항공청 ( 1994.12 ~ 2002.08 ) - 부산지방해난심판원 ( 1994.12 ~ 1996.08 ) - 비상계획관 ( 1994.12 ~ 1998.02 ) - 생활교통본부 ( 2005.09 ~ 2008.02 ) - 서울지방국토관리청 ( 1994.12 ~ 2008.02 ) - 서울지방항공청 ( 1994.12 ~ 2002.08 ) - 섬진강홍수통제소 ( 1994.12 ~ 2004.12 ) - 수송정책실 ( 1994.12 ~ 2005.09 ) - 수원국도유지건설사무소 ( 1999.12 ~ 2006.01 ) - 수자원국 ( 1999.05 ~ 2005.09 ) - 신공항건설기획단 ( 1996.11 ~ 2002.08 ) | - 신도시기획단 ( 2003.07 ~ 2005.09 ) - 신행정수도건설추진지원단 ( 2003.04 ~ 2004.04 ) - 업무지원팀 ( 2005.09 ~ 2006.07 ) - 영산강홍수통제소 ( 2005.01 ~ 2008.02 ) - 원주지방국토관리청 ( 1994.12 ~ 2008.02 ) - 육상교통국 ( 1994.12 ~ 2005.09 ) - 이리지방국토관리청 ( 1994.12 ~ 1996.06 ) - 익산지방국토관리청 ( 1996.06 ~ 2008.02 ) - 인천지방해난심판원 ( 1994.12 ~ 1996.08 ) - 전주국도유지건설사무소 ( 1999.12 ~ 2006.01 ) - 정책홍보관리실 ( 2005.04 ~ 2008.02 ) - 정책홍보관리실 ( 2005.04 ~ 2008.02 ) - 제주개발건설사무소 ( 1994.12 ~ 2001.07 ) - 제주지방국토관리청 ( 2001.07 ~ 2006.06 ) - 주거복지본부 ( 2005.09 ~ 2008.02 ) - 주택국 ( 2003.07 ~ 2005.09 ) - 주택도시국 ( 1994.12 ~ 2003.07 ) | - 중앙장비관리사무소 ( 1994.12 ~ 1998.12 ) - 중앙토지수용위원회 ( 1994.12 ~ 2008.02 ) - 중앙해난심판원 ( 1994.12 ~ 1996.08 ) - 철도공안사무소 ( 2005.01 ~ 2008.02 ) - 철도국 ( 2005.01 ~ 2005.09 ) - 철도산업구조개혁기획단 ( 2001.02 ~ 2003.11 ) - 철도정책국 ( 2004.03 ~ 2004.12 ) - 총무과 ( 1994.12 ~ 2005.09 ) - 토지국 ( 1994.12 ~ 2005.09 ) - 한강홍수통제소 ( 1994.12 ~ 2008.02 ) - 항공교통관제소 ( 1994.12 ~ 2006.07 ) - 항공국 ( 1994.12 ~ 2002.08 ) - 항공사고조사위원회 ( 2002.08 ~ 2006.07 ) - 항공안전본부 ( 2002.08 ~ 2008.02 ) - 행정중심복합도시건설지원단 ( 2005.03 ~ 2005.12 ) - 행정중심복합도시건설지원단 ( 2005.03 ~ 2005.09 ) - 혁신정책조정관 ( 2005.09 ~ 2008.02 ) |

## 역대 장·차관, 차관보

### 건설교통부 장관
| 정부        | 대수 | 이름           | 임기                                | 출신지                     | 출신학교 | 비고 |
| ----------- | ---- | -------------- | ----------------------------------- | -------------------------- | -------- | --- |
| 문민 정부   | 초대 | 오명(吳明)     | 1994년 12월 24일 ~ 1995년 12월 21일 | 경기 경성 (현 서울)        | 서울대   | 아주대 총장&체신부 차관&체신부 장관&과기부총리&동아일보 사장                                                                                            |
| 문민 정부   | 2대  | 추경석(秋敬錫) | 1995년 12월 21일 ~ 1997년 3월 6일   | 경남 부산 (현 경남과 분리) | 성균관대 | 서울지방국세청장&국세청 차장&국세청장&국세동우회장 |
| 문민 정부   | 3대  | 이환균(李桓均) | 1997년 3월 6일 ~ 1998년 3월 3일     | 경남 함안                  | 서울대   | 행정조정실장&관세청장&재정경제원 차관 |
| 국민의 정부 | 4대  | 이정무(李廷武) | 1998년 3월 3일 ~ 1999년 5월 24일    | 경북 구미                  | 서울대   | 한국체육대 총장&제13·15대 국회의원 |
| 국민의 정부 | 5대  | 이건춘(李建春) | 1999년 5월 24일 ~ 2000년 1월 14일   | 충남 공주                  | 연세대   | 서울지방국세청장&국세청장 |
| 국민의 정부 | 6대  | 김윤기(金允起) | 2000년 1월 14일 ~ 2001년 3월 26일   | 경기 경성 (현 서울)        | 연세대   | 한국토지공사 사장 |
| 국민의 정부 | 7대  | 오장섭(吳長燮) | 2001년 3월 26일 ~ 2001년 8월 22일   | 충남 예산                  | 한양대   | 제14·15·16대 국회의원&자유민주연합 원내총무 |
| 국민의 정부 | 8대  | 김용채(金鎔采) | 2001년 8월 22일 ~ 2001년 9월 7일    | 경기 포천                  | 조선대   | 국무총리비서실장&정무제1장관&제7·9·12·13대 국회의원&신민주공화당 사무총장&한국토지공사 사장                                                             |
| 국민의 정부 | 9대  | 안정남(安正南) | 2001년 9월 7일 ~ 2001년 9월 29일    | 전남 영암                  | 건국대   | 국세청장 |
| 국민의 정부 | 10대 | 임인택(林寅澤) | 2001년 9월 29일 ~ 2003년 2월 26일   | 전남 순천                  | 서울대   | 공업진흥청장&상공부 차관&한국항공우주산업진흥협회장 |
| 참여 정부   | 11대 | 최종찬(崔鍾璨) | 2003년 2월 27일 ~ 2003년 12월 28일  | 강원 강릉                  | 서울대   | 대통령비서실 기획조정비서관·정책기획수석비서관&재정경제원 경제정책국장&건설교통부 차관&기획예산처 차관                                                  |
| 참여 정부   | 12대 | 강동석(姜東錫) | 2003년 12월 29일 ~ 2005년 3월 29일  | 전북 전주                  | 경희대   | 해운항만청장&교통부 관광국장·육운국장·기획관리실장 인천국제공항공사 사장&한국전력공사 사장&대한배구협회장&여수세계박람위원회 조직위원회 위원장          |
| 참여 정부   | 13대 | 추병직(秋秉直) | 2005년 4월 6일 ~ 2006년 11월 15일   | 경북 선산 (현 경북 구미)   | 경북대   | 목포해양대 총장&건설교통부 주택도시국장·기획관리실장·차관보&건설교통부 차관                                                                             |
| 참여 정부   | 14대 | 이용섭(李庸燮) | 2006년 12월 11일 ~ 2008년 2월 29일  | 전남 함평                  | 전남대   | 대통령비서실 혁신관리수석비서관&관세청장&국세청장&건설교통부 주택도시국장 건설교통부 차관&행정자치부 장관&제18·19대 국회의원&민주통합당 정책위원회 의장 |

### 건설교통부 차관
| 정부        | 대수 | 이름           | 임기                               | 출신지                     | 출신학교 | 비고 |
| ----------- | ---- | -------------- | ---------------------------------- | -------------------------- | -------- | --- |
| 문민 정부   | 초대 | 유상열(柳常悅) | 1994년 12월 24일 ~ 1997년 3월 18일 | 충북 청주                  | 서울대   | 건설부 주택국장·토지국장·국토계획국장·기획관리실장·제1차관보&한국고속철도건설공단 이사장&대한건설진흥회장                    |
| 문민 정부   | 2대  | 김건호(金建鎬) | 1997년 3월 19일 ~ 1998년 3월 8일   | 경북 상주                  | 서울대   | 건설부 도로국장&건설교통부 건설지원실장·수송정책실장·제2차관보&한국수자원공사 사장&한국고항공단 이사장                       |
| 국민의 정부 | 3대  | 손선규(孫善奎) | 1998년 3월 9일 ~ 1998년 9월 18일   | 강원 원주                  | 서울대   | 건설부 토지정책국장·국토계획국장&한국부동산연구원장&한국감정원장                                                             |
| 국민의 정부 | 4대  | 최종찬(崔鍾璨) | 1998년 9월 19일 ~ 1999년 5월 25일  | 강원 강릉                  | 서울대   | 대통령비서실 기획조정비서관·정책기획수석비서관&기획예산처 차관&건설교통부 장관                                               |
| 국민의 정부 | 5대  | 강윤모(康允模) | 1999년 5월 26일 ~ 2000년 8월 10일  | 황해 봉산                  | 경희대   | 건설부 토지국장&건설교통부 국토계획국장·주택도시국장·수송정책실장·차관보                                                     |
| 국민의 정부 | 6대  | 강길부(姜吉夫) | 2000년 8월 11일 ~ 2001년 4월 1일   | 경남 울주 (현 울산 울주)   | 성균관대 | 대전지방국토관리청장&건설교통부 도시국장·주택국장·건설경제국장&제17·18·19대 국회의원&국회 기획재정위원회 위원장&한국감정원장 |
| 국민의 정부 | 7대  | 조우현(曺宇鉉) | 2001년 4월 2일 ~ 2002년 2월 4일    | 전남 화순                  | 고려대   | 건설교통부 토지국장·주택도시국장·기획관리실장&인천국제공항공사 사장                                                          |
| 국민의 정부 | 8대  | 추병직(秋秉直) | 2002년 2월 5일 ~ 2003년 3월 2일    | 경북 선산 (현 경북 구미)   | 경북대   | 목포해양대 총장&건설교통부 주택도시국장·기획관리실장·차관보&건설교통부 장관                                                  |
| 참여 정부   | 9대  | 최재덕(崔在德) | 2003년 3월 3일 ~ 2004년 9월 2일    | 경북 대구 (현 경북과 분리) | 서울대   | 건설교통부 국토정책국장·주택도시국장·광역교통정책실장·차관보&대한주택공사 사장&해외건설협회장                                |
| 참여 정부   | 10대 | 김세호(金世浩) | 2004년 9월 3일 ~ 2005년 5월 3일    | 경북 상주                  | 고려대   | 철도청장&건설교통부 신공항건설기획단장·수송정책실장                                                                          |
| 참여 정부   | 11대 | 김용덕(金容德) | 2005년 5월 26일 ~ 2006년 11월 27일 | 전북 정읍                  | 고려대   | 대통령비서실 조세금융비서관&관세청장&금융감독위원회 위원장                                                                   |
| 참여 정부   | 12대 | 이춘희(李春熙) | 2006년 11월 27일 ~ 2008년 2월 29일 | 전북 고창                  | 고려대   | 대통령비서실 건설교통비서관&행정중심복합도시건설청장&건설교통부 건설경제국장·주택도시국장&한국건설산업연구원장               |

### 건설교통부 차관보
| 정부        | 대수     | 이름           | 임기                               | 출신지 | 출신학교 | 비고 |
| ----------- | -------- | -------------- | ---------------------------------- | ------ | -------- | ---- |
| 문민정부    | 초대     | 홍철(洪哲)     | 1994년 12월 25일 ~ 1996년 3월 18일 |        |          |      |
| 문민정부    | 2대      | 이향렬(李鄕烈) | 1996년 3월 19일 ~                  |        |          |      |
| 국민의 정부 | 3대      | 강윤모(康允模) | 1999년 1월 12일 ~ 1999년 5월 26일  |        |          |      |
| 국민의 정부 | 직무대리 | 추병직(秋秉直) | 1999년 5월 27일 ~ 1999년 6월 3일   |        |          |      |
| 국민의 정부 | 직무대리 | 조우현(趙宇鉉) | 1999년 6월 4일 ~ 1999년 6월 10일   |        |          |      |
| 국민의 정부 | 4대      | 조우현(趙宇鉉) | 1999년 6월 11일 ~ 2001년 3월 31일  |        |          |      |
| 국민의 정부 | 직무대리 | 추병직(秋秉直) | 2001년 4월 1일 ~ 2001년 4월 22일   |        |          |      |
| 국민의 정부 | 5대      | 추병직(秋秉直) | 2001년 4월 23일 ~ 2002년 2월 4일   |        |          |      |
| 국민의 정부 | 6대      | 박동화         | 2002년 2월 19일 ~ 2002년 10월 6일  |        |          |      |
| 국민의 정부 | 직무대리 | 권오창         | 2002년 10월 7일 ~ 2002년 10월 17일 |        |          |      |
| 국민의 정부 | 7대      | 최재덕(崔在德) | 2002년 10월 18일 ~ 2003년 3월 3일  |        |          |      |
| 노무현 정부 | 직무대리 | 장동규(蔣東奎) | 2003년 3월 4일 ~ 2003년 3월 19일   |        |          |      |
| 노무현 정부 | 8대      | 김일중(金一中) | 2003년 3월 20일 ~ 2003년 7월 3일   |        |          |      |
| 노무현 정부 | 직무대리 | 장동규(蔣東奎) | 2003년 7월 4일 ~ 2003년 7월 23일   |        |          |      |
| 노무현 정부 | 9대      | 김창세(金昌世) | 2003년 7월 24일 ~ 2005년 1월 24일  |        |          |      |
| 노무현 정부 | 10대     | 권도엽(權度燁) | 2005년 1월 24일 ~ 2005년 6월 22일  |        |          |      |
| 노무현 정부 | 11대     | 남인희(南仁熙) | 2005년 6월 22일 ~ 2005년 8월 31일  |        |          |      |